# Огінський канал
Огінський канал (Канал Огінського, Дніпровсько-Німанський канал) — канал побудований у 1767-1783 роках, з'єднує річки Ясельда (басейн Прип'яті) і Щара (басейн Німана), частиною каналу є озеро Вигонівське. Зруйнований під час Другої світової війни, після чого не реконструювався. Використався для сплаву лісу, а також пасажирських перевезень. Сьогодні не використовується.

## Історія
Канал названий на честь Михайла Казиміра Огінського, ініціатора будівництва. Будівництво обійшлося в 12 мільйонів злотих, більшу частину яких виділив Матей Бутримович, Пінський мечник у міському судді. Саме Матей Бутримович виконував всю організаційну роботу: запрошував фахівців, наймав робітників.
Пилки, сокири, лопати — основні інструменти будівельників. Як транспорт використалися підводи, запряжені кіньми й волами.
В 1783 році канал був зданий в експлуатацію. Щодня курсували теплоходи: Пінськ — Телехани, Пінськ — Слонім (раз у два дні). Завдяки каналу почався активний ріст навколишніх сіл і селищ.
Канал сильно постраждав у першу світову війну. Всі гідротехнічні спорудження були підірвані та спалені. Канал використовувався до 1941 року. Під час другої світової війни шлюзи були повністю зруйновані і їх більше не відновлювали. Канал перетворився в туристичний об'єкт.

## Сучасний стан і перспективи

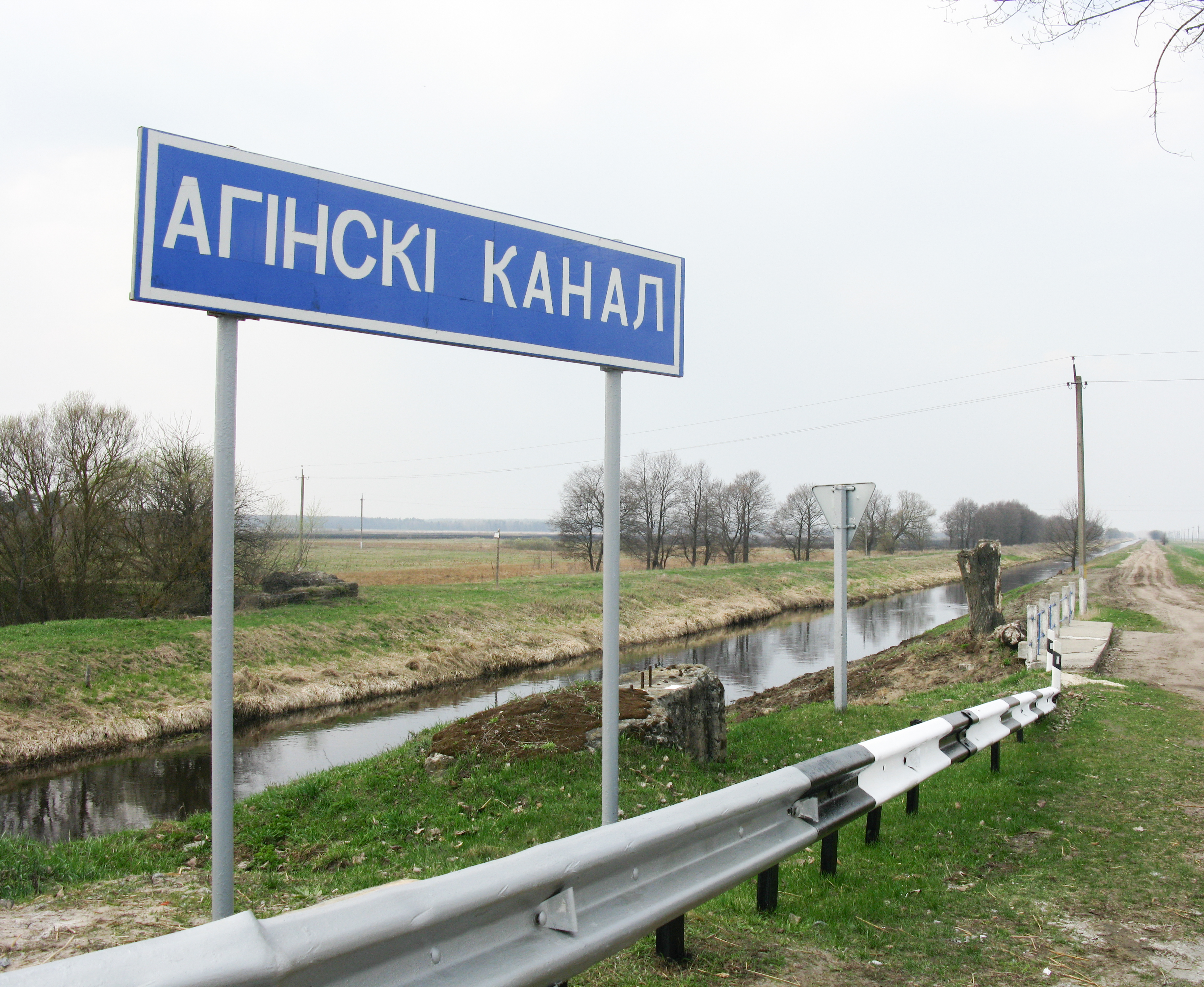
канал у районі автодороги Р6

За станом на 2007 рік канал Огінського не експлуатується. У багатьох місцях ширина каналу не перевищує 10 метрів, глибина — 50 сантиметрів. Зведені після другої світової війни комунікації й мости не дозволяють використати канал для судноплавства.
Неодноразово пропонувалися проекти щодо відновлення каналу, однак було ухвалене рішення про неефективність даних заходів. За попередніми розрахунками, реконструкція Огінського каналу зажадає понад 40 млрд рублі.